# Jevgenij Rjasenskij
Jevgenij Aleksandrovitj Rjasenskij (ryska: Евгений Александрович Рясенский), född 18 juli 1987 i Kalinin, Sovjetunionen, är en rysk ishockeyspelare som säsongen 2013/2014 spelar för SKA Sankt Petersburg i Kontinental Hockey League, KHL.

## Meriter
- Rysk mästare 2006
- JVM-silvermedalj 2007
- Världsmästare i ishockey 2012